# Embalse de Cienfuens
El embalse de Cienfuens es un embalse español situado en la sierra de Guara. Recoge las aguas del río Flumen. Se encuentra en el espacio protegido del parque natural de la Sierra y los Cañones de Guara y dentro del término municipal de Nueno.

## Historia
Se trata de un contraembalse construido con el propósito de recoger las aguas filtradas por el vaso del embalse de Santa María de Belsué, que afloraban en la conocida como surgencia o fuente de Cienfuens, donde se ubica el embalse. Este hecho se debía al ubicarse el embalse sobre geología kárstica.
El fracaso de ambos embalses, conllevaría que posteriormente se planteara la construcción del futuro embalse de Montearagón.